# Ponteranica
Ponteranica (lombardul: Potranga vagy Put de Ranga) település Olaszországban, Lombardia régióban, Bergamo megyében. Lakosainak száma 6675 fő (2023. január 1.). Ponteranica Ranica, Zogno, Torre Boldone, Sorisole, Alzano Lombardo és Bergamo községekkel határos.

## Népesség
A település lakossága az elmúlt években az alábbi módon változott:
| Lakosok száma | 6923 | 6862 | 6675 |
|               | 2017 | 2018 | 2023 |